# Jednostki piechoty Wojska Polskiego
Jednostki piechoty Wojska Polskiego – spis polskich jednostek piechoty: ich organizacja, geneza, podległość i przeformowania; miejsce stacjonowania.

## Piechota XV i XVI wieku
Zachowane źródła nie dają pełnego obrazu piechoty polskiej w omawianym okresie, zawierają wiele luk.
- 1496 - 10 rot (około 1700 żołnierzy); gwardia królewska i oddziały zaciągnięte w związku z przygotowaniami do wyprawy w roku następnym;
- 1497 - około 2000 piechurów zaciężnych, którzy wzięli udział w wyprawie Jana Olbrachta;
- 1498 - 16 rot (1395 żołnierzy) nowo zaciągniętych w związku z najazdem turecko-tatarskim
- 1499 - załoga w Kijowie (ok 100 żołnierzy) i 8 rot zaciągniętych na pomoc Litwie (około 1000);
- 1500 - 28 rot (około 4000 ludzi) wysłanych na Litwę;
- 1501 - 21 rot (około 3000 żołnierzy) wysłanych na Litwę;
- 1502 - 30 rot (5172 piechurów) działających na Litwie;
- 1506 - 2 roty przy obronie potocznej (400 stawek żołdu) oraz załogi w Kamieńcu i Lwowie;
- 1514 - około 3000 piechurów biorących udział w wyprawie na Litwę i w bitwie pod Orszą;
- 1519 - 18 rot przeciwko Zakonowi Krzyżackiemu w sile 2600 stawek żołdu ;
- 1520 - udział w sumie 36 rot w wojnie z Zakonem (maksymalny stan 4173 stawki), 100 piechoty przy obronie potocznej;
- 1521 - 17 rot (2418 stawek i 54 konnych), popisanych przez Świerczowskiego 14 sierpnia;
- 1522 - 2 roty przy obronie potocznej - stan faktyczny 154 ludzi;
- 1526 - 5 rot przy obronie potocznej (500 stawek) i 200 załogi Kamieńca Podolskiego;
- 1528 - 3 roty (272 piechurów) w wyprawie pod Oczaków;
- 1530 - 150 piechoty przy obronie potocznej;
- 1531 - 10 rot pieszych (1135 "drabów" i 32 konnych) w wyprawie obertyńskiej hetmana Jana Tarnowskiego;
- 1532 - 10 rot (1500 stawek) w służbie na Podolu;
- 1533 - 4 roty (500 stawek) w służbie na Podolu;
- 1535 - 2 roty (500 stawek) przy obronie potocznej, bliżej nieznana liczba w wyprawie Tarnowskiego na pomoc Litwie i oblężeniu Staroduba;
- 1536 - 7 rot (500 stawek) przy obronie potocznej 92;
- 1537 - 11 rot (1500 stawek) w wyprawie Zygmunta I przeciw Mołdawii ("wojna kokosza");
- 1538 - 44 roty piesze (6550 stawek) Tarnowskego przeciw Mołdawianom (oblężenie Chocimia);
- 1539 - 4 roty (400 stawek) przy obronie potocznej;
- 1540 - 7 rot (500 stawek) przy obronie potoeznej;
- 1542 - 8 rot (900 stawek) przy obronie potocznej;
- 1547 - 1 rota (47 ludzi) w Kamieńcu Podolskim;
- 1552 - 9 rot (1000 stawek - 771 żołnierzy) przy obronie potocznej w wyprawie Tarnowskiego do Mołdawii;
- 1555 - te same 9 rot służy na Podolu;
- 1557 - 2 roty na Podolu oraz 5230 żołnierzy w tzw. pozwolskiej wyprawie Zygmunta Augusta;
- 1559-1562 - brak wojsk na pograniczu;
- 1563 - 3 roty (350 żołnierzy) jako załogi Kamieńca Podolskiego i Chmielnika oraz 19 rot koronnych (3910 żołnierzy) na Litwie;
- 1564 - 3 roty (340 żołnierzy) w Kamieńcu i Chmielniku oraz 3287 żołnierzy na Litwie;
- 1565 - 3 roty (340 żołnierzy) na Podolu i 23 roty (4400 żołnierzy) na Litwie;
- 1566 - 3 roty (340 żołnierzy) na Podolu i 32 roty (ponad 3500 żołnierzy) na Litwie;
- 1567 - 3 roty (340 żołnierzy) na Podolu i bliżej nieznana liczba piechoty zaciężnej na Litwie;
- 1569 - 3 roty (350 żołnierzy) w Kamieńcu i Chmielniku, 7 rot (1100 żołnierzy) w innych zamkach na Ukrainie;
- 1570 - 9 rot (1450 żołnierzy) w zamkach na Ukrainie, 8 rot (750 żołnierzy) w polowym wojsku kwarcianym;
- 1571 - 8 rot (1400 żołnierzy) na Ukrainie, 9 rot (750 żołnierzy) w polowym wojsku kwarcianym oraz w Tykocinie 200 ludzi;
- 1572 - 1110 żołnierzy jako załogi oraz 9 rot (750 żołnierzy) przy wojsku kwarcianym;
- 1573 - 9 rot (850 żołnierzy) na Ukrainie, 9 rot (750 żołnierzy) przy wojsku polowym, 200 żołnierzy w Tykocinie; nadzwyczajne zaciągi w związku z bezkrólewiem i koniecznością zabezpieczenia zamku krakowskiego i granic od strony Węgier (1030 żołnierzy) oraz Śląska (500);
- 1574 - 6 rot (450 żołnierzy) w zamkach na Ukrainie, 4 roty (500 żołnierzy) przy wojsku kwarcianym oraz załogi w Kamieńcu, Chmielniku i Tykocinie.

## Piechota w okresie zaborów

### Piechota Księstwa Warszawskiego

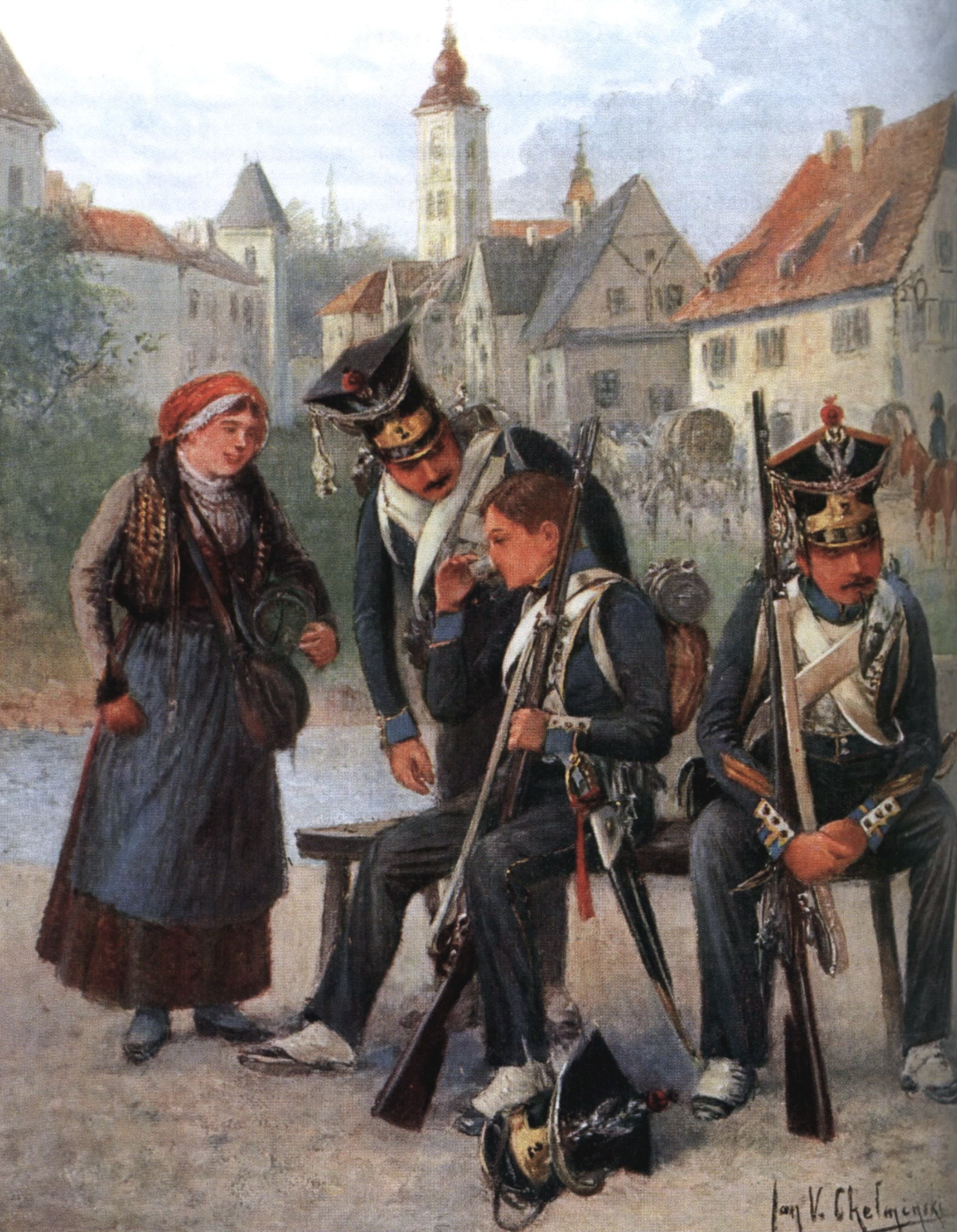
Żołnierze 2 pułk piechoty okresu Księstwa Warszawskiego

#### Dywizje
- 1 Dywizja
- 2 Dywizja
- 3 Dywizja
- 16 Dywizja Zajączka
- 17 Dywizja Dąbrowskiego
- 18 Dywizja Kamienieckiego
- 26 Dywizja Kamienieckiego
- 27 Dywizja Krasińskiego
- Dywizja Polska

#### Pułki
- 1 pułk piechoty
- 2 pułk piechoty
- 3 pułk piechoty
- 4 pułk piechoty
- 5 pułk piechoty
- 6 pułk piechoty
- 7 pułk piechoty
- 8 pułk piechoty
- 9 pułk piechoty
- 10 pułk piechoty
- 11 pułk piechoty
- 12 pułk piechoty
- 13 pułk piechoty
- 14 pułk piechoty
- 15 pułk piechoty
- 16 pułk piechoty
- 17 pułk piechoty
- 18 pułk piechoty
- 19 pułk piechoty
- 20 pułk piechoty
- 21 pułk piechoty
- 22 pułk piechoty

### Piechota Królestwa Kongresowego

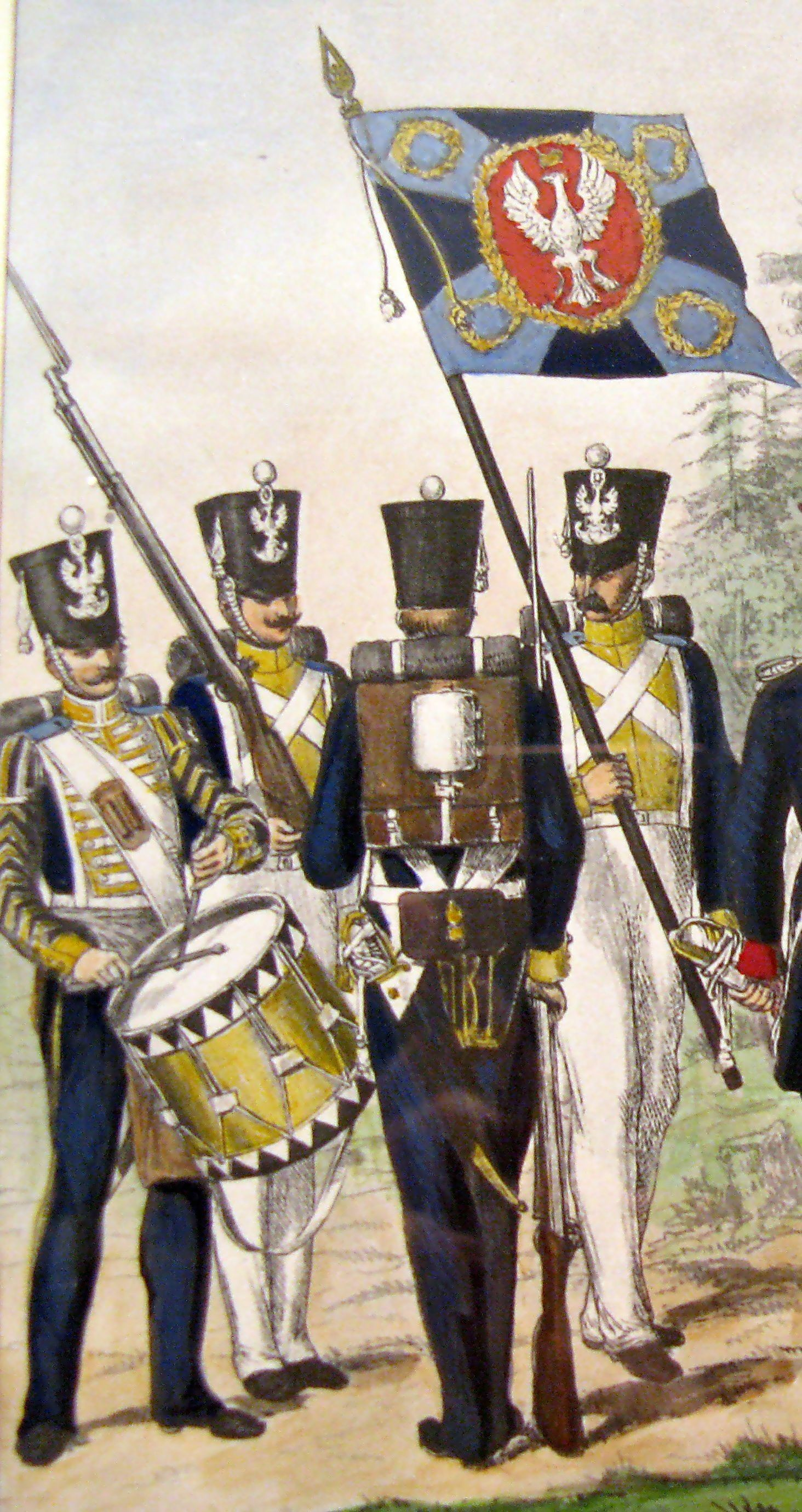
Żołnierze 5., 6. i 7 pułku piechoty w latach 1826-1830

- Korpus Piechoty
- 1 Dywizja Piechoty
- 2 Dywizja Piechoty

w okresie powstania listopadowego
- 1 Dywizja Piechoty
- 2 Dywizja Piechoty
- 3 Dywizja Piechoty
- 4 Dywizja Piechoty
- 5 Dywizja Piechoty
- 6 Dywizja Piechoty

#### Pułki piechoty
Pułki piechoty liniowej:
- 1 Pułk Piechoty Liniowej
- 2 Pułk Piechoty Liniowej
- 3 Pułk Piechoty Liniowej
- 4 Pułk Piechoty Liniowej
- 5 Pułk Piechoty Liniowej
- 6 Pułk Piechoty Liniowej
- 7 Pułk Piechoty Liniowej
- 8 Pułk Piechoty Liniowej

nowe od 1830:
- 9 Pułk Piechoty Liniowej
- 10 Pułk Piechoty Liniowej
- 11 Pułk Piechoty Liniowej
- 12 Pułk Piechoty Liniowej
- 13 Pułk Piechoty Liniowej
- 14 Pułk Piechoty Liniowej
- 15 Pułk Piechoty Liniowej
- 16 Pułk Piechoty Liniowej
- 17 Pułk Piechoty Liniowej
- 18 Pułk Piechoty Liniowej
- 19 Pułk Piechoty Liniowej
- 20 Pułk Piechoty Liniowej
- 21 Pułk Piechoty Liniowej
- 22 Pułk Piechoty Liniowej
- 23 Pułk Piechoty Liniowej
- 24 Pułk Piechoty Liniowej
- 25 Pułk Piechoty Liniowej
- 26 Pułk Piechoty Liniowej

Pułki strzelców pieszych:
- 1 Pułk Strzelców Pieszych
- 2 Pułk Strzelców Pieszych
- 3 Pułk Strzelców Pieszych
- 4 Pułk Strzelców Pieszych

nowe od 1830:

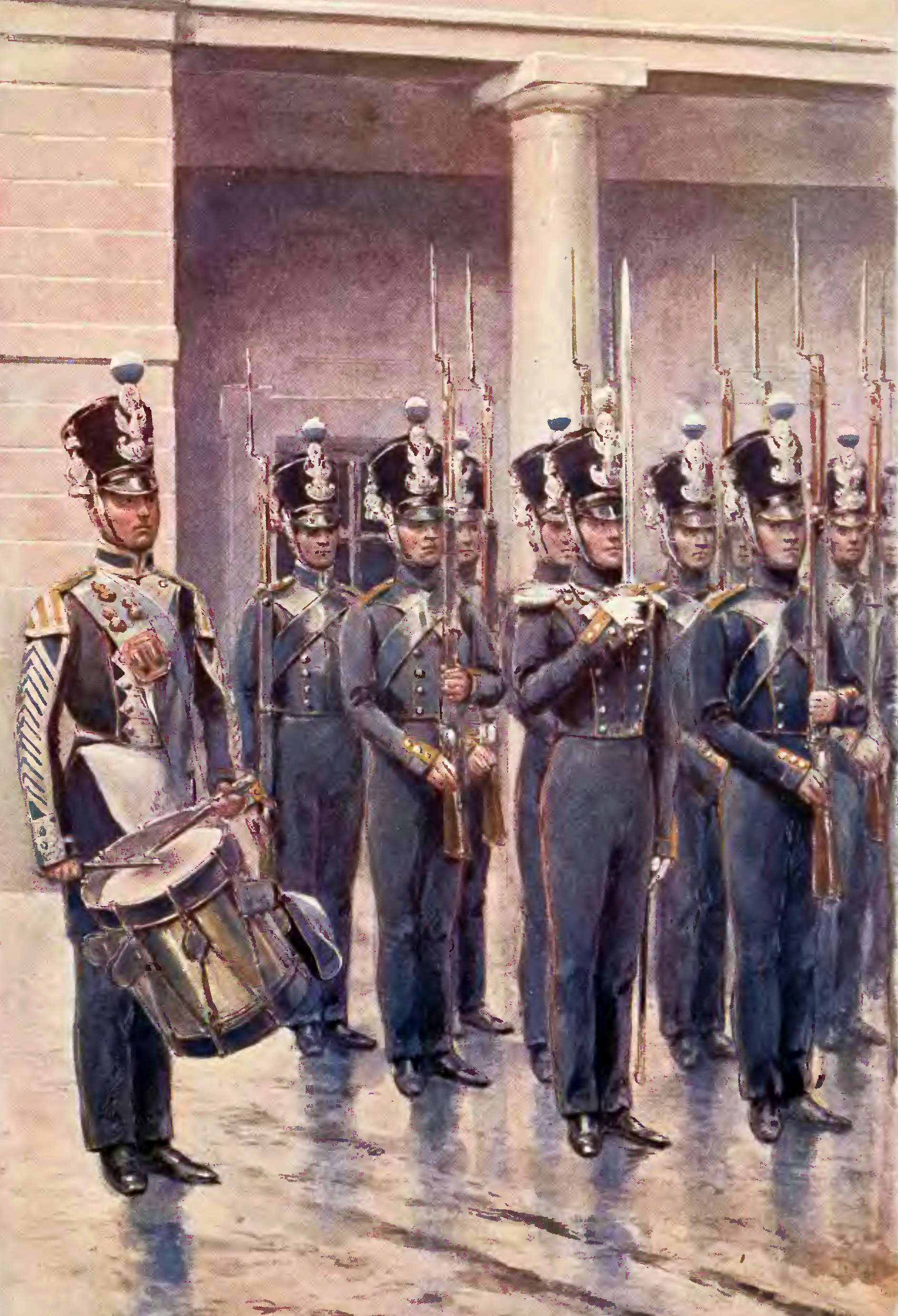
Żołnierze 1 psp

- 5 Pułk Strzelców Pieszych Dzieci Warszawskich
- 6 Pułk Strzelców Pieszych Braci Krakowian
- 7 Pułk Strzelców Pieszych
- 8 Pułk Strzelców Pieszych
- 9 Pułk Strzelców Pieszych
- 10 Pułk Strzelców Pieszych
- 11 Pułk Strzelców Pieszych

#### Bataliony strzelców celnych
okresu powstania listopadowego:

### Piechota  Wojska Polskiego na Wschodzie (1914–1920)
Dywizje:
- Dywizja Strzelców Polskich
- 1 Dywizja Strzelców Polskich
- 2 Dywizja Strzelców Polskich
- 3 Dywizja Strzelców Polskich
- 4 Dywizja Strzelców Polskich
- 4 Dywizja Strzelców Polskich (AP we Francji)
- 5 Dywizja Strzelców Polskich
- 5 Dywizja Strzelców Polskich (AP we Francji)

Pułki strzelców:
- 1 Pułk Strzelców Polskich - pułk 1 DSP
- 2 Pułk Strzelców Polskich - pułk 1 DSP
- 3 Pułk Strzelców Polskich - pułk 1 DSP
- 4 Pułk Strzelców Polskich - pułk 1 DSP
- 5 Pułk Strzelców Polskich - pułk 2 DSP
- 6 Pułk Strzelców Polskich - pułk 2 DSP
- 7 Pułk Strzelców Polskich - pułk 2 DSP
- 8 Pułk Strzelców Polskich - pułk 2 DSP
- 9 Pułk Strzelców Polskich - pułk 3 DSP
- 10 Pułk Strzelców Polskich - pułk 3 DSP
- 11 Pułk Strzelców Polskich - pułk 3 DSP
- 12 Pułk Strzelców Polskich - pułk 3 DSP
- 13 Pułk Strzelców Polskich - sformowany na bazie rosyjskiego 661 pp pułk 4 DSP 2 KP w Rosji
- 14 Pułk Strzelców Polskich - sformowany na bazie rosyjskiego 662 pp pułk 4 DSP 2 KP w Rosji
- 15 Pułk Strzelców Polskich - pułk 5 DSP 2 KP w Rosji
- 15 Pułk Strzelców Polskich - pułk 5 DSP 2 KP w Rosji
- 13 Pułk Strzelców Polskich - pułk 4 DSP; formalnie w AP we Francji; późniejszy 28 Pułk Strzelców Kaniowskich
- 14 Pułk Strzelców Polskich - pułk 4 DSP; formalnie w AP we Francji; późniejszy 29 Pułk Strzelców Kaniowskich
- 15 Pułk Strzelców Polskich - pułk 4 DSP; formalnie w AP we Francji; późniejszy 31 Pułk Strzelców Kaniowskich
- 1 Syberyjski Pułku Piechoty - pułk 4 DSP; formalnie w AP we Francji; jego tradycje kultywował  82 Syberyjski Pułk Piechoty
- 2 Syberyjski Pułku Piechoty - pułk 4 DSP; formalnie w AP we Francji; jego tradycje kultywował  83 Pułk Strzelców Poleskich
- 3 Syberyjski Pułku Piechoty  - pułk 4 DSP; formalnie w AP we Francji; jego tradycje kultywował 84 Pułk Strzelców Poleskich

## Piechota w II RP

### Dywizje piechoty (czynne)
- 1 Dywizja Piechoty Legionów Józefa Piłsudskiego
- 2 Dywizja Piechoty Legionów
- 3 Dywizja Piechoty Legionów
- 4 Dywizja Piechoty
- 5 Dywizja Piechoty
- 6 Dywizja Piechoty
- 7 Dywizja Piechoty
- 8 Dywizja Piechoty
- 9 Dywizja Piechoty (na bazie Grupy Poleskiej)
- 10 Dywizja Piechoty (na bazie 4 Dywizji Strzelców gen. Żeligowskiego)
- 11 Karpacka Dywizja Piechoty
- 12 Dywizja Piechoty
- 13 Kresowa Dywizja Piechoty
- 14 Wielkopolska Dywizja Piechoty (eks 1 Dywizja Strzelców Wielkopolskich)
- 15 Wielkopolska Dywizja Piechoty (eks 2 Dywizja Strzelców Wielkopolskich)
- 16 Pomorska Dywizja Piechoty (eks 4 Dywizja Strzelców Pomorskich)
- 17 Wielkopolska Dywizja Piechoty (eks 3 Dywizja Strzelców Wielkopolskich)
- 18 Dywizja Piechoty Ziemi Łomżyńskiej
- 19 Dywizja Piechoty (na bazie dywizji litewsko-białoruskch)
- 20 Dywizja Piechoty (na bazie dywizji litewsko-białoruskch)
- 21 Dywizja Piechoty Górskiej (eks Dywizja Górska)
- 22 Dywizja Piechoty Górskiej
- 23 Górnośląska Dywizja Piechoty
- 24 Dywizja Piechoty
- 25 Dywizja Piechoty Ziemi Kaliskiej
- 26 Dywizja Piechoty
- 27 Dywizja Piechoty
- 28 Dywizja Piechoty
- 29 Dywizja Piechoty (na bazie dywizji litewsko-białoruskich)
- 30 Poleska Dywizja Piechoty

### Dywizje piechoty (rezerwowe)
| - Formowane zgodnie z planem operacyjnym "Zachód" - 33 Dywizja Piechoty - 35 Dywizja Piechoty - 36 Dywizja Piechoty - 38 Dywizja Piechoty - 39 Dywizja Piechoty - 41 Dywizja Piechoty - 44 Dywizja Piechoty - 45 Dywizja Piechoty - 48 Dywizja Piechoty - 55 Dywizja Piechoty | - Formowane zgodnie z planem operacyjnym "Wschód" - 31 Dywizja Piechoty - 32 Dywizja Piechoty - 34 Dywizja Piechoty - 35 Dywizja Piechoty - 37 Dywizja Piechoty - 38 Dywizja Piechoty - 40 Dywizja Piechoty |

### Dywizje piechoty (improwizowane)
| - Dywizja Ochotnicza - Kombinowana Dywizja Piechoty gen. Wołkowickiego | - 50 Dywizja Piechoty "Brzoza" - 60 Dywizja Piechoty "Kobryń" |

### Brygady piechoty
- I Brygada Piechoty Legionów
- II Brygada Piechoty Legionów
- III Brygada Piechoty Legionów
- IV Brygada Piechoty Legionów
- V Brygada Piechoty Legionów
- VI Brygada Piechoty Legionów
- VII Brygada Piechoty
- VIII Brygada Piechoty
- IX Brygada Piechoty
- X Brygada Piechoty
- XI Brygada Piechoty
- XII Brygada Piechoty
- XII Brygada Piechoty
- XIV Brygada Piechoty
- XV Brygada Piechoty
- XVI Brygada Piechoty
- XVII Brygada Piechoty
- XVIII Brygada Piechoty
- XIX Brygada Piechoty
- XX Brygada Piechoty
- XXI Brygada Piechoty
- XXII Brygada Piechoty
- XXIII Brygada Piechoty
- XXIV Brygada Piechoty
- XXV Brygada Piechoty
- XXVI Brygada Piechoty
- XXVII Brygada Piechoty
- XXVIII Brygada Piechoty
- XXIX Brygada Piechoty
- XXX Brygada Piechoty
- XXXI Brygada Piechoty
- XXXII Brygada Piechoty
- XXXIII Brygada Piechoty
- XXXIV Brygada Piechoty
- XXXV Brygada Piechoty
- XXXVI Brygada Piechoty
- XXXVII Brygada Piechoty
- XXXVIII Brygada Piechoty
- XXXIX Brygada Piechoty
- XL Brygada Piechoty
- I Brygada Rezerwowa
- VII Brygada Rezerwowa
- I Brygada Dywizji Ochotniczej
- II Brygada Dywizji Ochotniczej
- I Brygada Górska (I Brygada Strzelców Podhalańskich)
- II Brygada Górska (II Brygada Strzelców Podhalańskich)
- 1 Brygada Górska
- 2 Brygada Górska
- 3 Brygada Górska

### Bataliony piechoty
- 1 Batalion Strzelców (1926-1939)
- 2 Batalion Strzelców (1926-1939)
- Batalion Manewrowy → 3 Batalion Strzelców
- Batalion Morski (1931-1937) → 1 Batalion Morski (1937-1938) → 1 Morski Batalion Strzelców (1938-1939) → 1 Morski Pułk Strzelców
- 2 Batalion Morski (1937-1938) → 2 Morski Batalion Strzelców (1938-1939) → 2 Morski Pułk Strzelców
- Bataliony ciężkich karabinów maszynowych typu „A” i „B” (1925)
- 1 Batalion Ciężkich Karabinów Maszynowych (1926-1930)
- 2 Batalion Ciężkich Karabinów Maszynowych (1927-1930)
- Batalion Szkolny Podchorążych Rezerwy Piechoty (1935-1937)
- Batalion Przeciwpancerny Warszawskiej Brygady Pancerno-Motorowej (1939)
- Rezerwowy Batalion Piechoty nr I LOW
- Rezerwowy Batalion Piechoty nr II LOW
- Rezerwowy Batalion Piechoty nr III LOW
- 4 Batalion Strzelców
- 5 Batalion Strzelców
- 6 Batalion Strzelców
- 7 Batalion Strzelców
- 8 Batalion Strzelców
- 9 Batalion Strzelców
- 11 Batalion Strzelców
- 1 Batalion Karabinów Maszynowych i Broni Towarzyszących
- 2 Batalion Karabinów Maszynowych i Broni Towarzyszących
- 3 Batalion Karabinów Maszynowych i Broni Towarzyszących
- 4 Batalion Karabinów Maszynowych i Broni Towarzyszących
- 5 Batalion Karabinów Maszynowych i Broni Towarzyszących
- 6 Batalion Karabinów Maszynowych i Broni Towarzyszących
- 7 Batalion Karabinów Maszynowych i Broni Towarzyszących

## Piechota w PSZ na Zachodzie

### We Francji
Dywizje:
- 1 Dywizja Piechoty - od 14 maja 1940 jako 1 Dywizja Grenadierów
- 1 Dywizja Grenadierów
- 2 Dywizja Strzelców Pieszych
- 3 Dywizja Piechoty
- 4 Dywizja Piechoty

Brygady:
- Samodzielna Brygada Strzelców Podhalańskich
- Samodzielna Brygada Strzelców Karpackich[2]

Pułki:
- 1 Pułk Grenadierów Warszawy
- 2 Pułk Grenadierów Wielkopolskich
- 3 Pułk Grenadierów Śląskich
- 4 Warszawski Pułk Strzelców Pieszych
- 5 Małopolski Pułk Strzelców Pieszych
- 6 Kresowy Pułk Strzelców Pieszych
- 1 Pułk Piechoty SBSK[2]
- 2 Pułk Piechoty SBSK[2]

### W Wielkiej Brytanii
Dywizje
- 1 Dywizja Grenadierów (kadrowa) (1943) → 2 Dywizja Grenadierów Pancernych (kadrowa)
- 4 Dywizja Piechoty (1945-1947)

Brygady
- 1 Brygada Strzelców (1940-1943) → 1 Dywizja Grenadierów (kadrowa)
- 2 Brygada Strzelców (1940) → 10 Brygada Kawalerii Pancernej
- 3 Brygada Strzelców
- 3 Brygada Kadrowa Strzelców (1940-1941) → II Oficerski Batalion Strzelców
- 4 Brygada Kadrowa Strzelców (1940-1941) → 1 Samodzielna Brygada Spadochronowa
- 5 Brygada Kadrowa Strzelców (1940-1941)
- 7 Brygada Kadrowa Strzelców (1940-1941) → II Oficerski Batalion Szkolny
- 8 Brygada Kadrowa Strzelców (1941)
- Brygada Szkolna (1941-1942) → Dowództwo Jednostek Terytorialnych
- 1 Brygada Grenadierów (kadrowa) (1943-1945)
- 1 Brygada Grenadierów (1945-1947)
- 2 Brygada Strzelców Pieszych (1945-1947)
- 8 Brygada Piechoty (1945-1947)

### W PSZ w ZSRR
Dywizje:

- 5 Wileńska Dywizja Piechoty
- 6 Lwowska Dywizja Piechoty
- 7 Dywizja Piechoty
- 8 Dywizja Piechoty
- 9 Dywizja Piechoty
- 10 Dywizja Piechoty
- 11 Dywizja Piechoty
- 4 Dywizja Strzelców[3]
- 7 Brygada Strzelców[2]
- 8 Kadrowa Brygada Strzelców[2]

Pułki:

- 13 Pułk Piechoty
- 14 Pułk Piechoty
- 15 Pułk Piechoty
- 16 Pułk Piechoty
- 17 Pułk Piechoty
- 18 Pułk Piechoty
- 19 Pułk Piechoty
- 20 Pułk Piechoty
- 21 Pułk Piechoty
- 23 Pułk Piechoty
- 24 Pułk Piechoty
- 25 Pułk Piechoty
- 26 Pułk Piechoty
- 27 Pułk Piechoty
- 28 Pułk Piechoty

### We Włoszech
Dywizje:
- 3 Dywizja Strzelców Karpackich
- 5 Kresowa Dywizja Piechoty

Brygady:
- 1 Brygada Strzelców Karpackich
- 2 Brygada Strzelców Karpackich
- 3 Brygada Strzelców Karpackich
- 4 Wołyńska Brygada Piechoty
- 5 Wileńska Brygada Piechoty
- 6 Lwowska Brygada Piechoty
- 16 Brygada Piechoty

## Piechota ludowego Wojska Polskiego

### Dywizje piechoty
- 1 Warszawska Dywizja Piechoty
- 2 Warszawska Dywizja Piechoty
- 3 Pomorska Dywizja Piechoty
- 4 Pomorska Dywizja Piechoty
- 5 Saska Dywizja Piechoty
- 6 Pomorska Dywizja Piechoty
- 7 Łużycka Dywizja Piechoty
- 8 Drezdeńska Dywizja Piechoty
- 9 Drezdeńska Dywizja Piechoty
- 10 Sudecka Dywizja Piechoty
- 11 Dywizja Piechoty
- 12 Dywizja Piechoty
- 13 Dywizja Piechoty
- 14 Dywizja Piechoty
- 15 Dywizja Piechoty
- 16 Kaszubska Dywizja Piechoty
- 18 Dywizja Piechoty
- 21 Dywizja Piechoty
- 22 Dywizja Piechoty
- 23 Dywizja Piechoty
- 24 Dywizja Piechoty
- 25 Dywizja Piechoty
- 27 Dywizja Piechoty
- 29 Dywizja Piechoty
- 30 Dywizja Piechoty
- 34 Dywizja Piechoty
- 37 Dywizja Piechoty
- 40 Dywizja Piechoty